# Pedro Domingo Murillo
Pedro Domingo Murillo (La Paz, vice-royauté du Pérou, 1757 ― La Paz, vice-royauté du Río de la Plata, 1810) est un révolutionnaire indépendantiste (patriote) du Haut-Pérou.
Jeune homme, il combattit dans l’armée régulière contre les rebelles indiens de Túpac Katari, mais adhéra ensuite à l’idée d’indépendance du Haut-Pérou (territoire correspondant grosso modo à l’actuelle Bolivie) et eut en 1805 maille à partir avec la justice lorsqu’il conspira, par voie de manifestes et de pamphlets, contre la tutelle espagnole sur son pays. En 1809, il fut l’un des meneurs de la dénommée révolution de La Paz et devint président de la Junta Tuitiva, comité de gouvernement mis en place après la destitution du gouverneur. La révolution bientôt écrasée par les troupes espagnoles, Murillo, s’efforçant de résister mais battu et trahi, fut finalement capturé et pendu par José Manuel de Goyeneche. Il passe aujourd’hui pour un précurseur de l’indépendance de la Bolivie et un héros national.

## Biographie
Pedro Domingo Murillo naquit à La Paz le 17 septembre 1757 au sein d’une famille de la bonne société, et eut pour père Juan Ciriaco Murillo, séminariste qui devait être ordonné prêtre peu après la naissance de son fils, et pour mère une dame criolla nommée María Ascencia Carrasco. C’est son père qui se chargea de l’éduquer et il est possible qu’il ait fréquenté le collège-séminaire Saint-Charles (Colegio Seminario de San Carlos) à La Paz. Ensuite, il fit des études de droit à l’université San Francisco Xavier de La Plata (ou Chuquisaca, anciens noms de l’actuelle ville bolivienne de Sucre), quoiqu’il semblerait qu’il n’ait pas achevé ses études. En 1778, il épousa dans la ville de Potosí Manuela de la Concha Olmedo et en 1781, à 24 ans, on le trouve habitant Irupana et père d’au minimum deux enfants. Cette même année, il prit part en tant que soldat à la campagne militaire contre le rebelle indien Túpac Katari et, s’y étant distingué par son grand courage, fut élevé au grade de lieutenant de milices.
En 1785, son père mourut et légua la quasi-totalité de sa fortune aux enfants de Pedro Murillo et Manuela de la Concha. Cependant, une tante de Pedro Murillo, du nom de Catalina Felipa, revendiquant les biens laissés par Juan Ciriaco, lui intenta un procès. Murillo gagna facilement en première instance, mais, ayant pour cela usurpé son titre d’avocat et falsifié des signatures de notaire, il fut dénoncé quelque temps plus tard, tandis qu’il exerçait sa profession à La Paz, et non seulement perdit alors son procès contre sa tante, mais encore fut déclaré rebelle et préféra se dérober aux autorités. Toutefois, il bénéficia d’une mesure de clémence au début de 1789 et se voua par la suite à l’activité minière.
En 1805, Pedro Murillo faisait partie d’un groupe qui conspirait contre les autorités coloniales espagnoles, notamment en placardant des proclamations et en diffusant des pasquinades, ― seul moyen d’expression à cette époque-là, en l’absence absolue de liberté de la presse. Après le décèlement du groupe, il passa en jugement, fut à juste titre désigné comme l’instigateur de ces campagnes et comme l’auteur desdits libelles, mais, grâce à l’intercession de personnalités influentes, fut néanmoins remis en liberté. Ensuite, aux côtés d’autres patriotes, il travailla assidûment à préparer la révolution et œuvra en secret pour l’indépendance.
Le 16 juillet 1809, ayant pris la tête d’un groupe de patriotes conspirateurs, Pedro Murillo entra en franche rébellion. Quelques jours plus tard, les insurgés se réunirent en un Cabildo ouvert (conseil municipal exceptionnel auquel sont admis à participer tous les citoyens d’une ville), mirent en place un comité de gouvernement, dit Junta Tuitiva (de son nom complet Junta Tuitiva de los Derechos del Rey y del Pueblo, soit Junte protectrice ou de défense des droits du peuple), dont Murillo fut nommé président et qui fit paraître un important document, connu comme la Proclamation de la Junte protectrice (Proclama de la Junta Tuitiva), annonçant la libération des terres du Haut-Pérou vis-à-vis de l’Empire espagnol.
Les autorités espagnoles réagirent en dépêchant vers La Paz des troupes ― pour partie au départ de la vice-royauté du Pérou, pour partie au départ de Buenos Aires, capitale de la vice-royauté du Río de la Plata, dont dépendait alors le Haut-Pérou ― en ayant soin d’en évincer préalablement les régiments composés de criollos (Européens nés dans les colonies, par opposition à péninsulaires, nés en Espagne), susceptibles de rechigner à se prêter à la répression d’un mouvement patriotique.
José Manuel de Goyeneche marcha, venant de Puno, sur La Paz à la tête d’une armée de 5 000 hommes pour étouffer la révolution. Murillo, avec à ses côtés un millier de patriotes, et quoique trahi par le lieutenant-colonel Juan Pedro de Indaburu, eut la vaillance de lui présenter bataille à Chacaltaya le 25 octobre 1809. Vaincu, il se retira sur Zongo, endroit montagneux près de La Paz, mais y sera fait prisonnier par les forces du colonel Domingo Tristán, lequel le conduisit à La Paz, pour enfin le remettre à Goyeneche.
Murillo tenta encore d’échapper à l’armée royaliste espagnole, mais fut finalement capturé et mené le 29 janvier 1810 à la potence conjointement avec d’autres patriotes. Selon la légende, il aurait prononcé avant sa mise à mort les paroles suivantes : 

« Compatriotes, je meurs, mais le brandon allumé que je laisse derrière moi, nul ne pourra l’éteindre ― Vive la liberté ! »

Tous les 16 juillet, la population de La Paz se remémore la geste patriotique de l’an 1809. Traditionnellement, l’allumage, par diverses autorités nationales et locales, de la dénommée Torche de la liberté (en esp. Tea de la Libertad), laquelle se trouve dans l’ancien logis du martyr, marque le départ de la fête commémorative annuelle organisée par le département de La Paz ; aussitôt se met alors en marche un cortège appelé Défilé des brandons (Desfile de Teas), où les citadins parcourent le centre de la ville tenant à la main des torches figurant le brandon évoqué par Pedro Domingo Murillo. La place principale de la ville, la Plaza Murillo, a été nommée en son honneur.